# Oserki (Kaliningrad, Prawdinsk)
Oserki (russisch Озерки, deutsch Georgenfelde) ist ein Ort in der russischen Oblast Kaliningrad (Gebiet Königsberg (Preußen)). Er liegt im Rajon Prawdinsk (Kreis Friedland (Ostpr.)) und gehört zur Gorodskoje posselenije Schelesnodoroschnoje (Stadtgemeinde Schelesnodoroschny (Gerdauen)).

## Geographische Lage
Die Ortschaft liegt in der historischen Region Ostpreußen, neun Kilometer nordöstlich der ehemaligen Kreisstadt Gerdauen (Schelesnodoroschny) an der Stelle, wo der Masurische Kanal (russisch: Kanal Masurski) die Bahnstrecke Toruń–Tschernjachowsk (Thorn  –  Insterburg) unterquert. Bei Kanal-Kilometer 19,8 befindet sich die Schleuse Oserkis.

## Geschichte

Georgenfelde nordöstlich von Gerdauen und südöstlich von Königsberg auf einer Landkarte von 1908

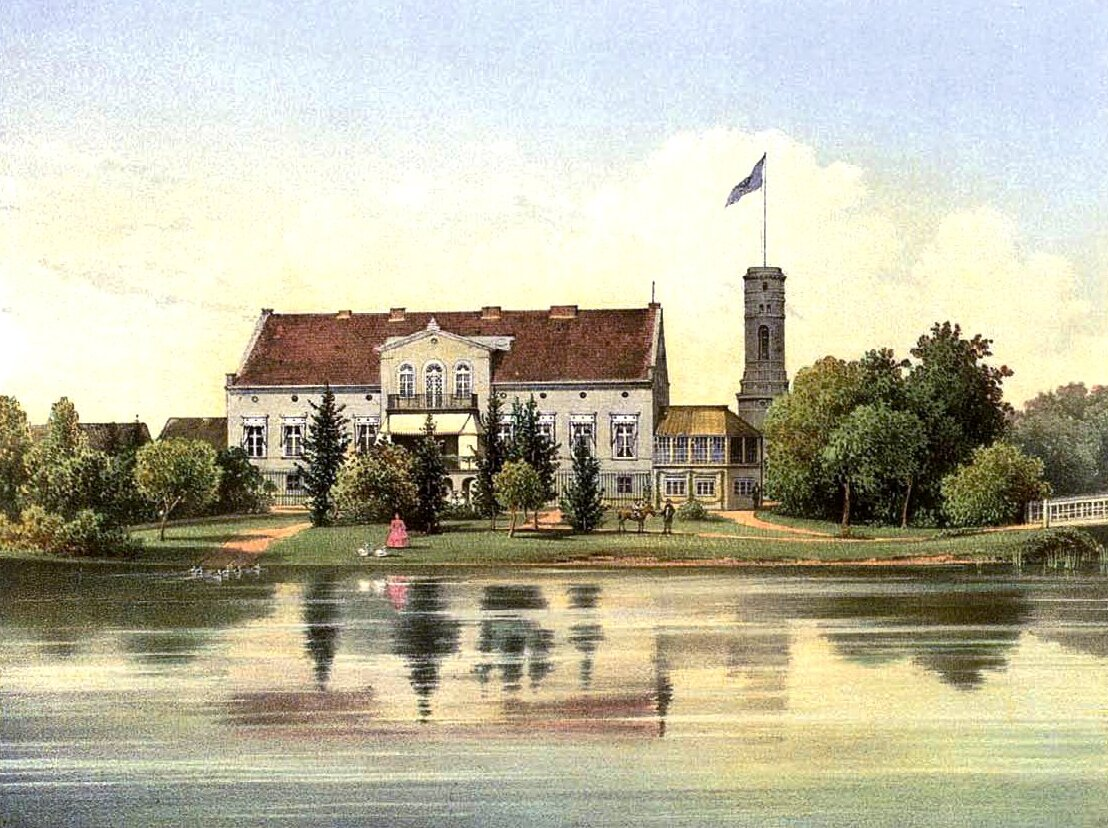
Rittergut Georgenfelde um 1860

Das Gutsdorf Georgenfelde gehörte 1874 zu den Dörfern, die den neu errichteten Amtsbezirk Annawalde (russisch: Smolnoje, ab 1932–1938 Amtsbezirk Barraginnrussisch: Borodino, 1938–1945 Amtsbezirk Georgenhain) gebildet haben. Bis 1945 gehörte der Ort zum Landkreis Gerdauen im Regierungsbezirk Königsberg in der preußischen Provinz Ostpreußen den Deutschen Reichs. 1910 zählte das Gutsdorf Georgenfelde 202 Einwohner.
Am 30. September 1928 verlor Georgenfelde seine Eigenständigkeit: der südliche Teil – ohne das Rittergut Lablack (russisch: Ljublino) – wurde in die Landgemeinde Barraginn (1938–1946 Georgenhain) eingegliedert, während der nördliche Teil – mit dem Rittergut Lablack – zur Landgemeinde Friedrichswalde, ab 1930 auch zum Amtsbezirk Trausen, kam.
Nach dem Zweiten Weltkrieg wurde Georgenfelde im Sommer 1945 von der sowjetischen Besatzungsmacht gemäß dem Potsdamer Abkommen zusammen mit der ganzen nördlichen Hälfte Ostpreußens vorläufig unter sowjetische Verwaltung gestellt und erhielt am 17. November 1947 die Ortsbezeichnung Oserki.
Bis zum Jahr 2009 war der Ort innerhalb der russischen Exklave Oblast Kaliningrad in den Wischnjowski sowjet (Dorfsowjet Wischnjowoje (Altendorf)) eingegliedert, ist seither – aufgrund einer Struktur- und Verwaltungsreform – eine als „Siedlung“ (possjolok) eingestufte Ortschaft innerhalb der Gorodskoje posselenije Schelesnodoroschnoje (Stadtgemeinde Schelesnodoroschny (Gerdauen)) im Rajon Prawdinsk.

## Kirche
Die überwiegende Mehrheit der Georgenfelder Bevölkerung war vor 1945 evangelischer Konfession. Der Ort (ohne das Rittergut Lablack) gehörte damals zum Kirchspiel Klein Gnie (russisch: Mosyr) im Kirchenkreis Gerdauen (russisch: Schelesnodoroschny) in der Kirchenprovinz Ostpreußen der Kirche der Altpreußischen Union. Der Bereich um das Rittergut Lablack (russisch: Ljublino) war in das Kirchspiel Gerdauen eingegliedert.
Heute liegen Oserki und Ljublino in der Kirchenregion Tschernjachowsk (Insterburg), die zur Propstei Kaliningrad in der Evangelisch-Lutherischen Kirche Europäisches Russland gehört.

## Verkehr
Durch den Ort verläuft eine Nebenstraße, die Wischnjowoje (Altendorf) an der russischen Fernstraße A 196 (ehemalige deutsche Reichsstraße 131), Snamenka (Klinthenen) und Wolnoje (Wolla, 1938–1945 Ebenau) mit Gussewo (Groß Gnie) an der Fernstraße R 508 verbindet. Außerdem führen Straßen von Lipnjaki (Trausen) und Nowo-Bijskoje (Friedrichswalde) sowie von Mosyr (Klein Gnie) und Borodino (Barraginn, 1938–1945 Georgenhain) nach Oserki.

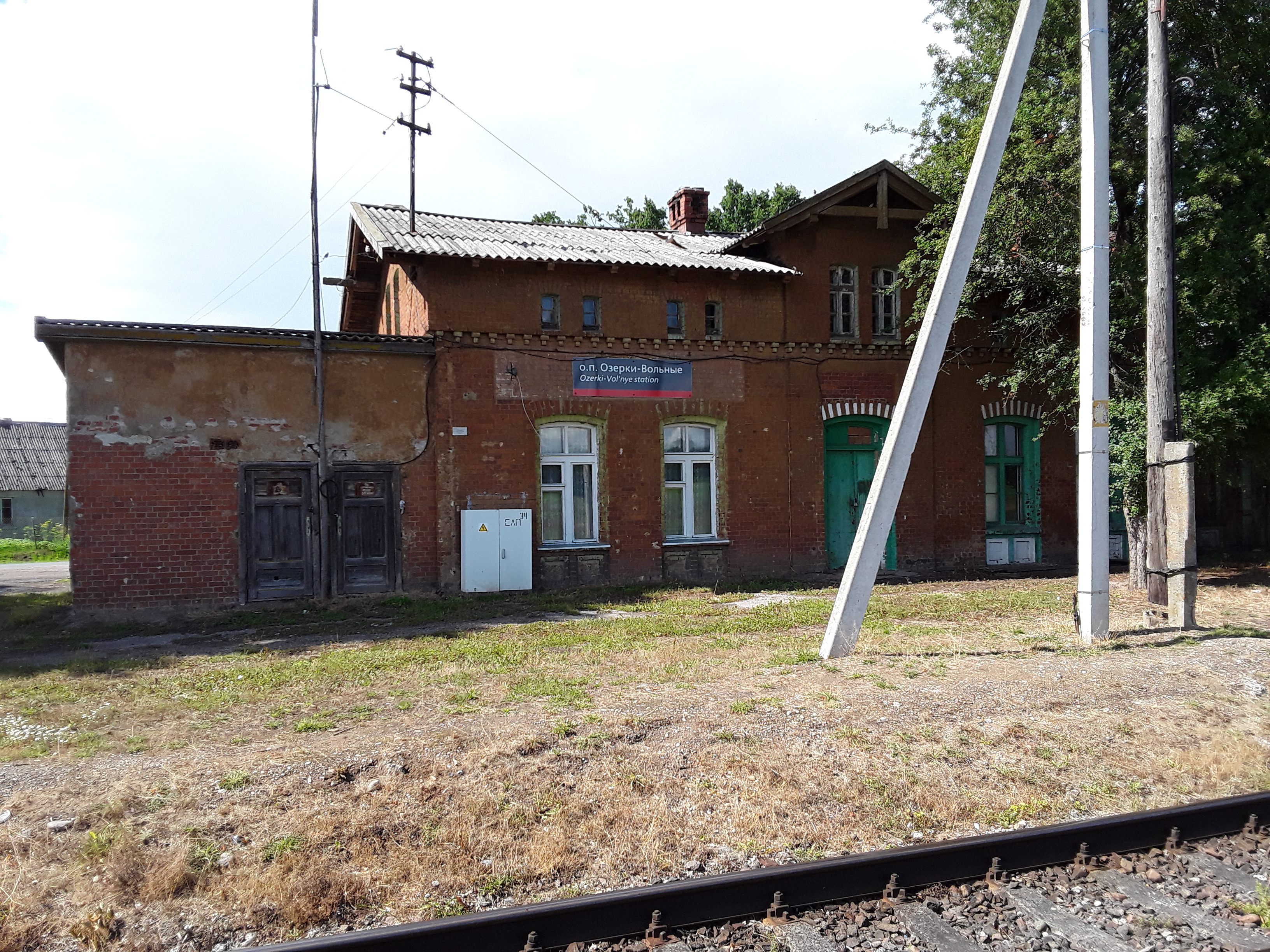
Ehemaliges Bahnhofsgebäude Georgenfelde

Seit 1871/73 gibt es die Bahnstation Georgenfelde (heute „Oserki–Wolnoje“) an der Bahnstrecke Toruń–Tschernjachowsk, deren Abschnitt auf russischem Staatsgebiet allerdings seit 2001 eingestellt ist. Das alte Bahnhofsgebäude ist erhalten und bewohnt.

## Persönlichkeit des Ortes
- Karl von Saucken-Georgenfelde (* 14. November 1822 in Tarputschen; † 15. September 1871 in Georgenfelde), Rittergutsbesitzer und Politiker